# Utrechtská unie

Mapa Španělského Nizozemska, Unie Utrechtu a Unie Arrasu (1579)

Utrechtská unie (nizozemsky Unie van Utrecht) je smlouva podepsaná 23. ledna 1579 v nizozemském Utrechtu. Sjednocovala severní provincie Nizozemska, které do té doby byly pod kontrolou Habsburského Španělska.

## Spojení provincií
Smlouva známá jako Utrechtská unie je považována za základ Spojených nizozemských provincií. Jejich nezávislost uznalo Španělsko až v roce 1609 podpisem smlouvy z Antverp, zaručující 12 let příměří mezi Španělskem a Spojenými provinciemi.
Dohoda byla podepsána 23. ledna 1579 provinciemi Holland, Zeeland, Utrecht (ale ne všemi městy této provincie) a provincií (ale nikoli městem) Groningen. Byla reakcí protestantských provincií na smlouvu uzavřenou v Arrasu v roce 1579 (nizozemsky: Unie van Atrecht). V této smlouvě dvě jižní provincie a města deklarovala podporu římsko-katolickému Španělsku.
Během následujících měsíců roku 1579 podepsaly Utrechtskou unii také další provincie, například Gent, města provincie Friesland, stejně jako tři čtvrtiny provincie Guelders (Nijmegen, Veluwe Quarter, Zutphen County). V létě roku 1579 se připojil Amersfoort z provincie Utrecht společně s Ypres, Antverpami, Bredou a Bruselem. V únoru 1580 podepsaly smlouvu Lier, Bruggy a okolí. Město Groningen se přidalo pod vlivem místodržícího provincie Friesland, George van Rennenberga. Poslední čtvrtina provincie Guelders, Upper Guelders, nikdy smlouvu nepodepsala. V dubnu 1580 se přidala provincie Overijssel a Drenthe. Připojila se i města Tournai a Valenciennes.

## Důsledky
Flandry byly téměř celé dobyty španělskými jednotkami, stejně jako polovina Brabantu. Spojené provincie i po podpisu této smlouvy stále uznávaly španělskou vládu. Vytvořením Unie však došlo ke zhoršení vztahů mezi provinciemi a Španělskem a v roce 1581 Spojené provincie deklarovaly svou nezávislost na Španělsku v dokumentu Plakkaat van Verlatinghe (volně přeloženo „Akt zřeknutí se“). Dokument byl prohlášením nezávislosti mnoha provincií Nizozemska na Španělsku a vypovězením věrnosti králi Filipovi II. Španělském, a byl tak začátkem nizozemského boje za nezávislost.
Příměří z Antverp z roku 1609 v podstatě ukončilo nizozemský boj za nezávislost a znamenalo přestávku v jednom z nejdelších konfliktů v historii, v osmdesátileté válce. Jak říká Pieter Geyl, příměří znamenalo „úžasné vítězství pro Nizozemsko“. Nizozemci se nevzdali své země, odmítli ukončit útoky na španělské kolonie a španělské obchodní impérium a Španělé uznali Nizozemí za svobodnou zemi a souhlasili, že během příměří nevznesou na žádnou část svůj nárok.